# Ditfurt
Ne doit pas être confondu avec Dietfurt.
Ditfurt, jadis Deotfurdum (974), Dhietvorden (1148), Ditvorde (1288), Ditforde (1458) est une commune d'Allemagne située au Nord-ouest de la région du Harz dans la vallée de la Bode et fait administrativement partie de Ballenstedt/Bode-Selke-Aue.
Ce village est mentionné dès l'an 800 dans les archives concernant le monastère de Fulda.
En l'an 974 le village de Ditfurt fut pour la première fois mentionné sous le nom Deotfurdum.

## Étymologie
Le nom de lieu Ditfurt, (qu'on rencontre dans les Pays-Bas sous la forme Dietvoort ou Dievoort) est composé des deux mots Diet, qui signifie le peuple (en celtique tuath, du proto-celtique *teutā signifiant peuple ou tribu. Voir Proto-Celtic—English lexicon et English—Proto-Celtic lexicon, University of Wales, Centre for Advanced Welsh and Celtic Studies), et du mot Furt qui signifie le gué (du proto-celtique *ϕritu devenu ritum ou voritum en celtique, voorde en thiois et Furt en allemand), ce mot signifie donc le "gué public" c'est-à-dire un gué important, géré par la tribu ou le peuple et souvent défendu par un fort ou un château. (En gaulois: Teutoriton) (Voir: Xavier Delamarre, Dictionnaire de la langue gauloise, Paris, 2003

## Blason
« D'azur à l'orle d'or, à deux couteaux à présenter d'argent emmanchés d'or posés en sautoir. »

## La famille noble von Ditfurth

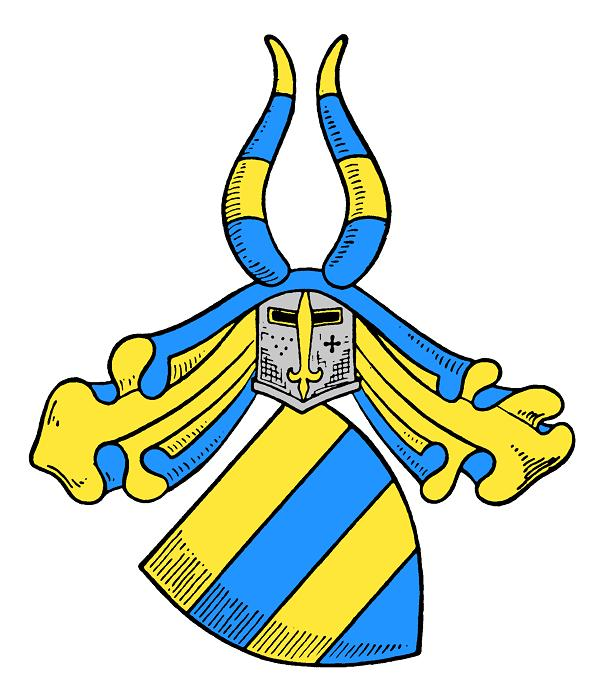
Armoiries de la famille noble von Ditfurth, originaire de Ditfurt. "Fascé de quatre pièces d'or et d'azur".

La famille von Ditfurth, est originaire de ce lieu, où elle était possessionnée.
- en 1148 est mentionné Hoimarus de Dhietvorden, ministerialis (Landeshauptarchiv Wolfenbüttel).
- en 1288 est mentionné un certain Bernardus miles dictus de Ditvorde, dont le sceau porte les armes reprises en 1923 par cette famille.
- en 1458 est cité Hans von Ditforde, mort avant cette date, avec qui seulement commence la filiation prouvée.